# Kirchheimer Bergland

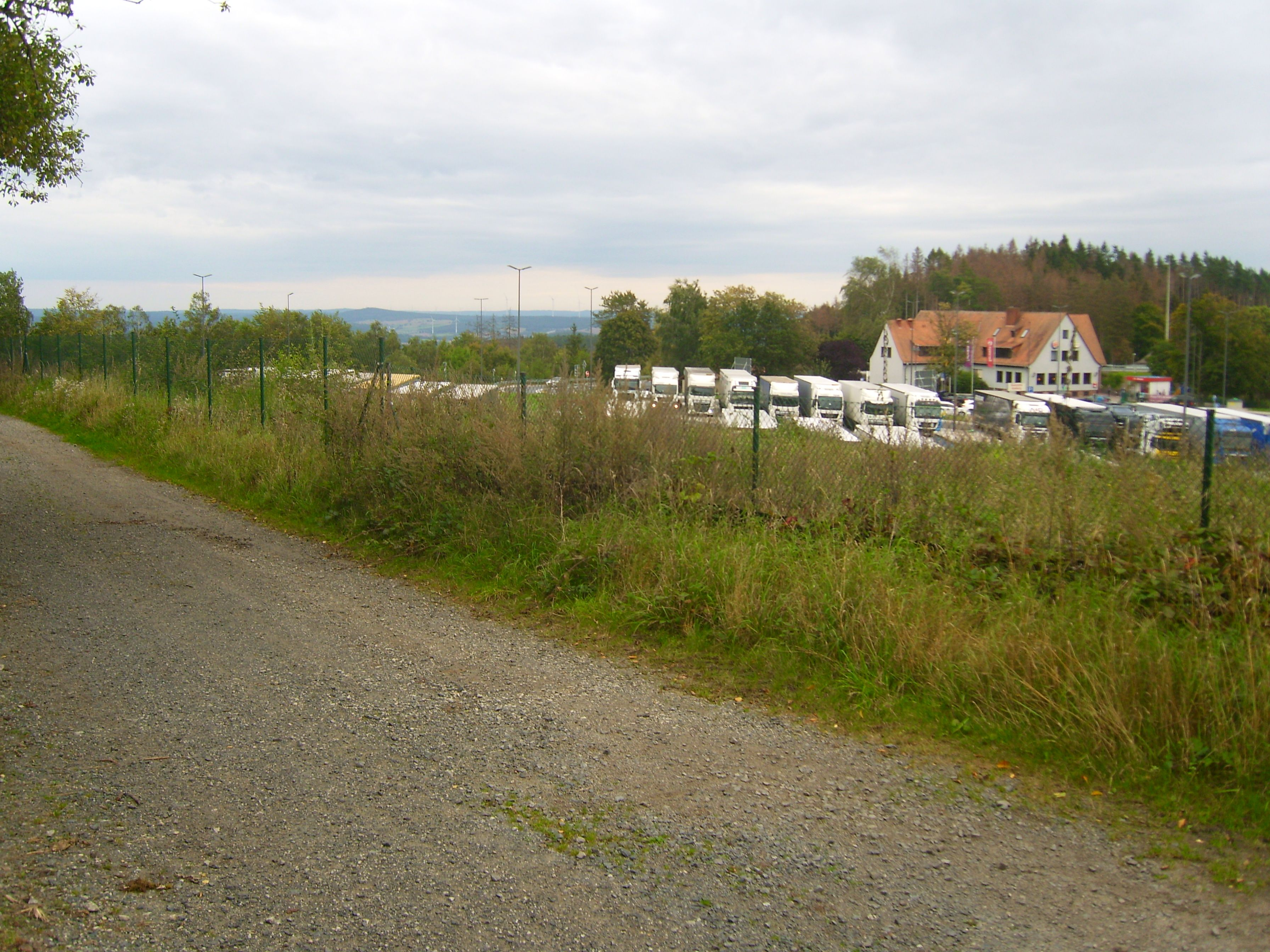
Kirchheimer Bergland und Stellerskuppe links der Raststätte Rimberg

Das Kirchheimer Bergland ist ein (süd)östlich des Knüll und westlich der Fulda bei Bad Hersfeld gelegener Naturraum (355.4) im Fulda-Haune-Tafelland (Haupteinheit 355) im Westen des Landkreises Hersfeld-Rotenburg, Osthessen, Deutschland. Benannt ist es nach dem Ort Kirchheim.
Da es links, also westlich der Fulda liegt, wird das Kirchheimer Bergland landläufig oft dem Knüll zugerechnet, zu dem es nach Nordwesten auch keine scharfe Grenze gibt. Im Gegensatz zum Knüll jedoch liegt das Kirchheimer Bergland praktisch ausschließlich auf Buntsandstein.

## Lage und Grenzen
Das Kirchheimer Bergland liegt gänzlich im osthessischen Landkreis Hersfeld-Rotenburg.
Während die Übergänge zum Knüll nach Nordwesten vergleichsweise fließend verlaufen, bildet die (noch diesseitige) Geis eine erkennbare Grenze zum Neuenburg-Ludwigsecker Wald (357.0) nach Nordosten. Noch schärfer ist das Kämmerzell-Hersfelder Fuldatal (355.2) längs der Fulda als (Süd-)Ostgrenze zu den Rombach-Hochflächen (355.30).
Das (noch diesseitige) Tal der Aula ab Frielingen (Stadt Kirchheim) bildet wiederum die Südwestgrenze zum Ottrauer Bergland (355.0).

## Weitere Eigenschaften
Das Kirchheimer Bergland verfügt über eine Fläche von 94,76 km², die im Inneren fast durchgehend bewaldet ist.

## Berge
- Stellerskuppe (481 m; Norden)
- Scheid (412 m; Westen bei Kirchheim)
- Laxberg (408 m, Stadtberg von Bad Hersfeld im Osten)
- Rehkuppe (403 m; äußerster Süden bei Niederaula)

## Flüsse
Das vom Kirchheimer Bergland beanspruchte, zum Knüll nach Nordwesten offene Hufeisen zwischen Aula (Südwesten), Fulda (Südosten) und Geisbach (Nordosten) lässt wenig Platz für eigenständige Nebenflüsse. Insbesondere die rechte Wasserscheide der Geis ist hier sehr nah am Fluss selber.
Vom Knüll aus mündet hier immerhin der Erzebach von rechts in die Geis, und geisnah fließt der Meisebach (6,2 km) der Fulda von links zu, wie weiter südlich auch der Asbach (5,4 km).
Von links in die Aula münden hier neben dem am Eisenberg im östlichen Hochknüll entspringenden Kisselbach (5,6 km) noch die im Inneren quellenden Goßmannsröder Wasser (5,5 km) und Wälsebach (4,0 km).
Aula (22,6 km) und Geisbach (22,1 km) entspringen beide im Hochknüll und münden kurz nach dem Verlassens des Naturraumes von links in die Fulda.

## Allgemeine Quellen
- BfN
  - Kartendienste
  - Landschaftssteckbrief: Fulda-Haune-Tafelland